# Lethocerinae
Sous-famille
Les Lethocerinae sont une sous-famille d'insectes hétéroptères (punaises) aquatiques de très grande taille, de la famille des Belostomatidae (Nepomorpha).

## Description
Ces punaises d'eau sont de très grande taille, pouvant atteindre jusqu'à 11 cm, ce qui fait d'elles les plus grandes punaises connues. Comme tous les Belostomatidae, elles ont le corps ovoïde allongé. Les antennes, très courtes, ont des appendices allongés aux articles 2 à 4. Le premier segment du rostre est très court, plus court que le second, et plus épais que long. Les tarses antérieurs sont trisegmentés, bien que pouvant paraître bisegmentés, avec une unique et longue griffe. Le tibia et les tarses des pattes arrière sont aplatis et plus élargis que ceux des pattes médianes. Les appendices respiratoires du bout de l'abdomen sont relativement plus long que ceux autres Belostomatidae.

## Répartition
Les Lethocerinae sont cosmopolites, se rencontrant sur tous les continents. Une seule espèce est présente en Europe, Lethocerus patruelis, présente des Balkans à la Birmanie. Le genre monotypique Benacus est nord- et centre-américain, et le genre monotypique Kirkaldyia se rencontre en Asie du Nord-Est et au Japon. On les rencontre dans les mares, et les étangs, ainsi que les rizières.  
Cette dernière espèce a le statut d'espèce menacée au Japon, en lien avec la pollution des rizières, la modernisation des modes de culture du riz et les remembrements parcellaires. 

## Biologie
Les Lethocerinae pondent leurs œufs dans la végétation émergeant de la surface de l'eau, au-dessus de la surface, où les mâles leur prodiguent des soins parentaux : ils les surveillent, les humidifient pour éviter leur dessiccation, et les protègent de la prédation, notamment par les fourmis, ou par d'autres femelles en compétition. 
Une hypothèse concernant l'apparition des soins parentaux serait qu'ils sont liés à l'augmentation de la taille de ces animaux. Cette augmentation de la taille serait due elle-même à la compétition pour les proies aquatiques. la taille augmentant, les œufs pondus deviennent plus gros, et leur rapport surface/volume diminue, ce qui auraient rendu la respiration des œufs sous l'eau (par échanges gazeux) insuffisante, poussant les femelles à pondre sur les végétaux au dessus de la surface ou sur les dos des mâles.
Ils respirent en amenant leur appendice respiratoire, situé à l'extrémité de l'abdomen, à la surface de l'eau, tout en restant camouflés sous l'eau. 
Ils se nourrissent de petits vertébrés grâce aux capacités digestives de leur salive : petits poissons, amphibiens (têtards ou adultes), y compris des cas relatés de capture de petits oiseaux, de serpents aquatiques et d'une tortue.  
On a relevé une réaction des proies à l'égard de ces prédateurs. Ainsi, Lethocerus insulanus souffre de la toxicité des têtards de Bufo (Rhinella) marina, le Crapaud buffle. 
Les juvéniles sont également victimes de prédation par d'autres arthropodes, comme c'est le cas de Laccotrephes japonicus, une nèpe (Nepidae) sur Kirkaldyia deyrollei. 

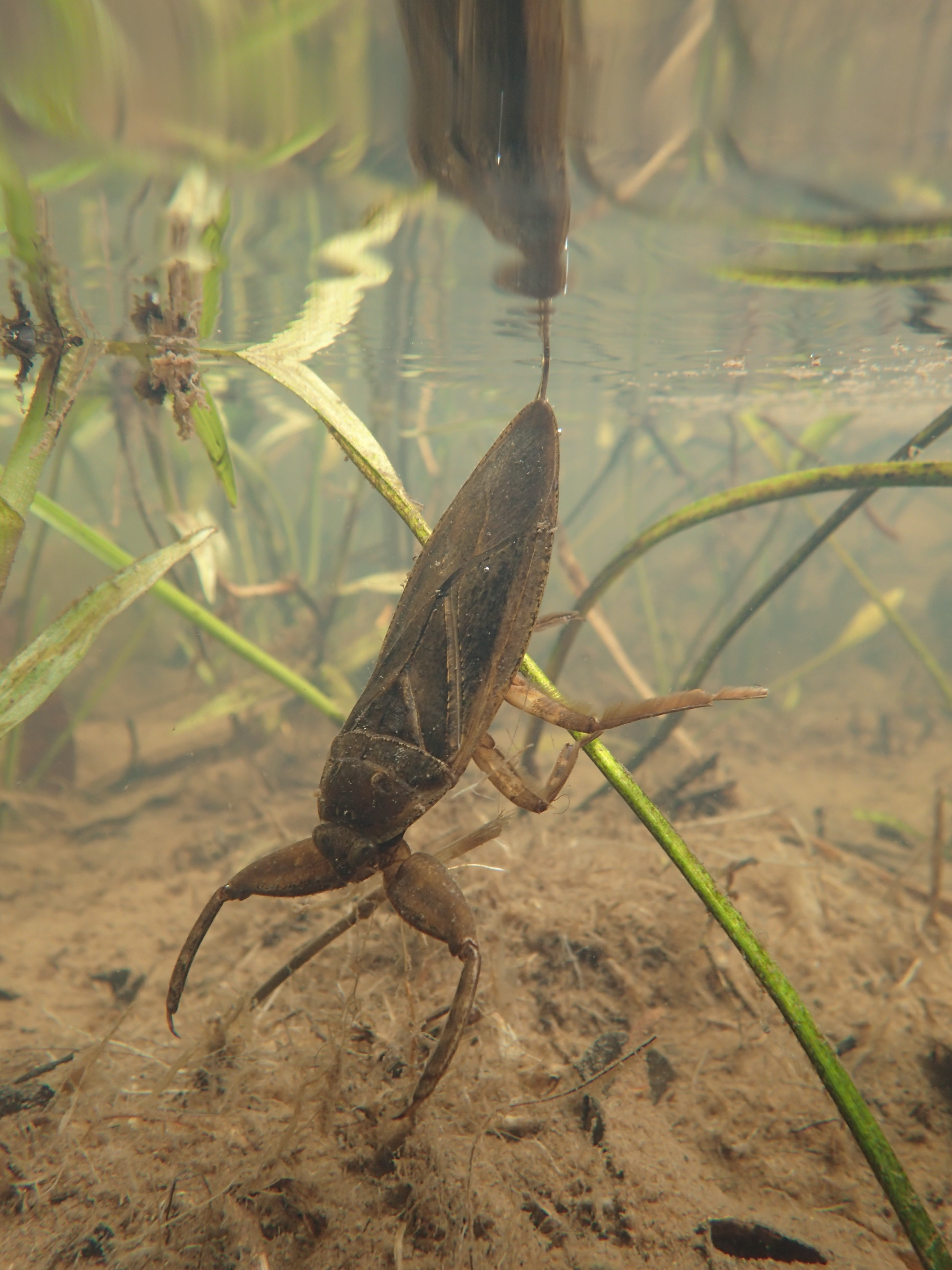
Respiration par le processus abdominal (ici Kirkaldyia deyrollei).
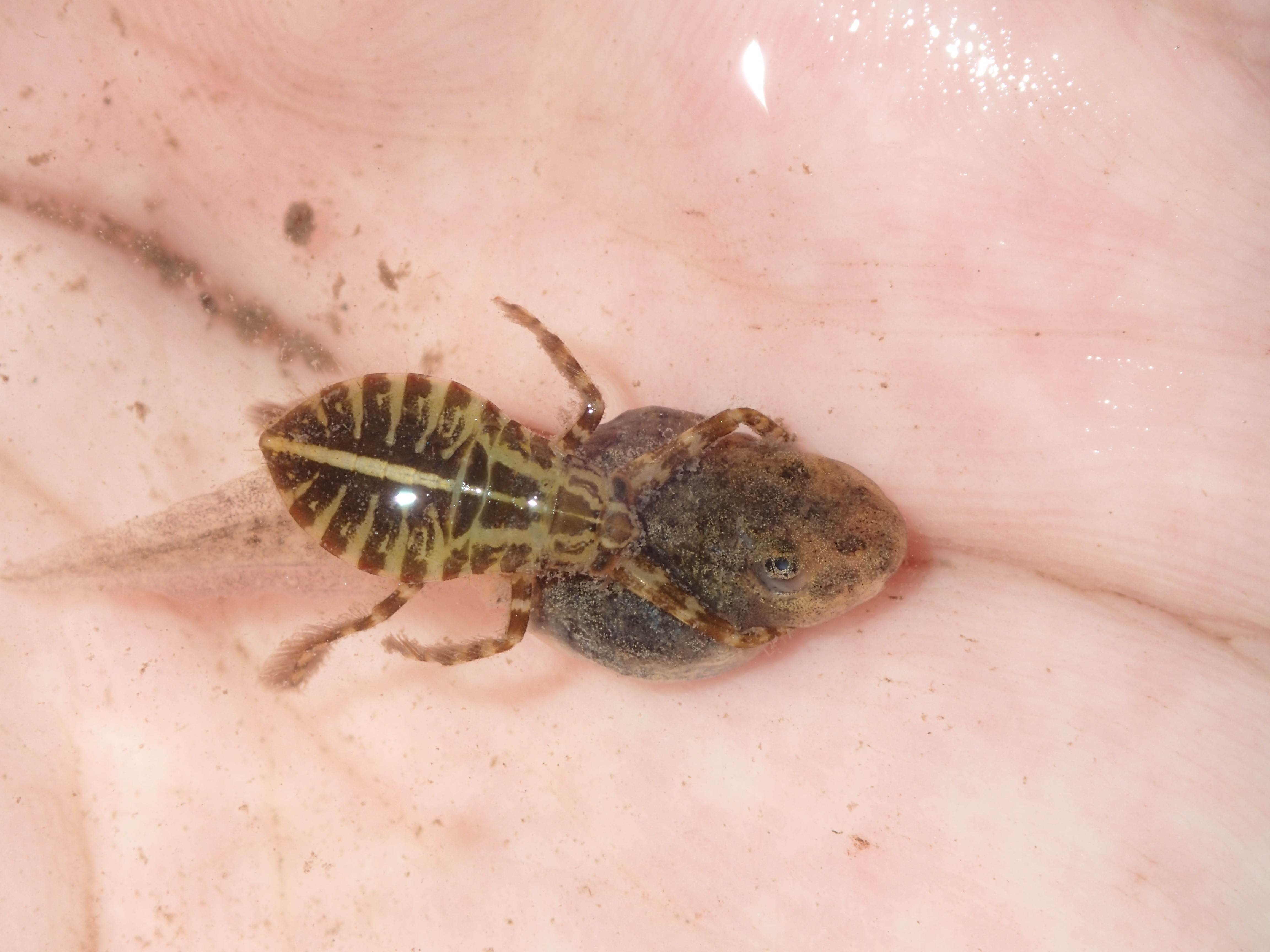
Prédation d'un juvénile de Kirkaldyia deyrollei sur un têtard.
- Juvénile de Lethocerus patruelis capturant un poisson (Pseudorasbora parva).
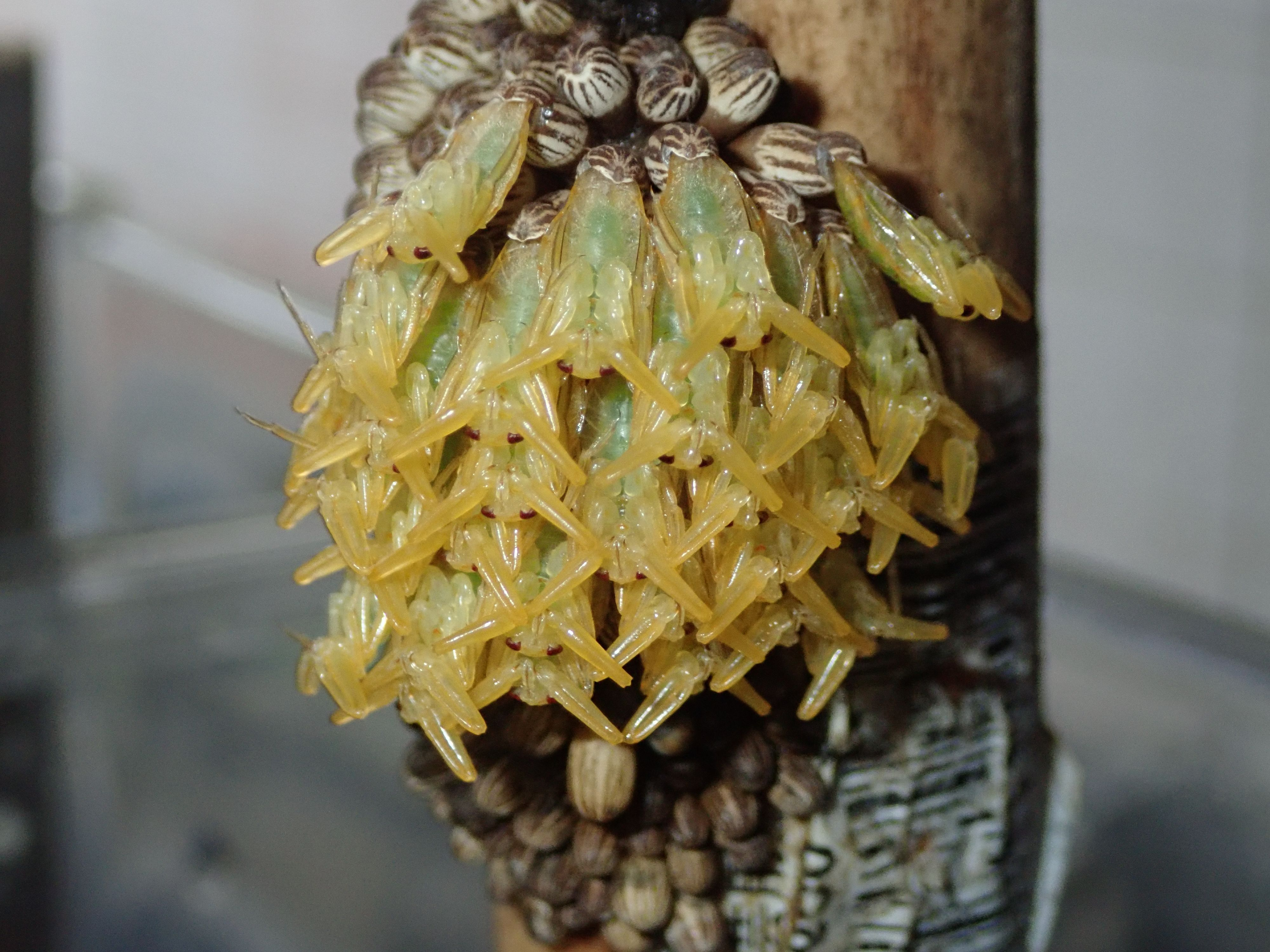
Éclosion des juvéniles de Kirkaldyia deyrollei, Japon.

## Consommation

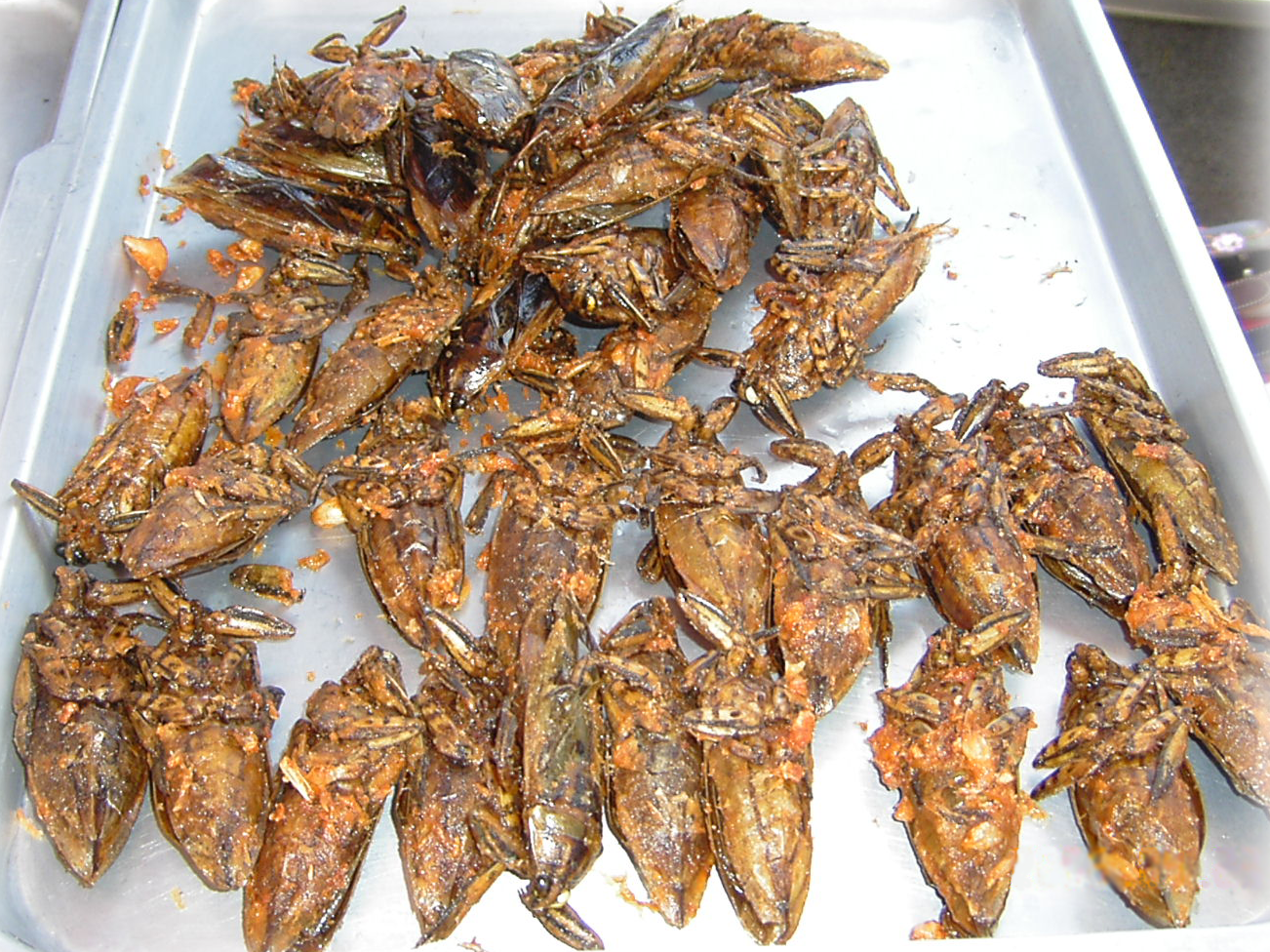
Lethocerus indicus ou Cà cuống frits sur un marché en Thaïlande.

L'espèce Lethocerus indicus est consommée en Thaïlande et au Vietnam, soit frits, soit pour en élaborer un condiment sous forme de sauce ou de pâte épicée, un nam phrik.

## Systématique
David R. Lauck (d) et Arnold S. Menke (d) ont déterminé trois sous-familles au sein des Belostomatidae, Lethocerinae, Horvathiniinae et Belostomatinae, une distinction reprise par les chercheurs suivants tels que Mahner en 1993, puis par Ribeiro en 2018 : les Lethocerinae en sont le groupe basal, le plus proche des Nepidae. 
La sous-famille comprend le genre Lethocerus avec une vingtaine d'espèces, et deux genres monotypiques, Benacus et Kirkaldyia, dont les espèces, Benacus griseus et Kirkaldyia deyrollei ont également été parfois considérées comme appartenant au genre Lethocerus. 

### Fossiles
Des fossiles de Lethocerus, genre toujours existant, ont été retrouvés au Brésil, au Royaume-Uni, en République tchèque, en Russie et aux États-Unis. Les plus anciens remontent au Crétacé inférieur (Aptien, −122 à −112 millions d'années). 

### Liste des genres
Selon BioLib (23 octobre 2022) :
- genre Benacus Stål, 1861
- genre Kirkaldyia Montandon, 1909
- genre Lethocerus Mayr, 1853

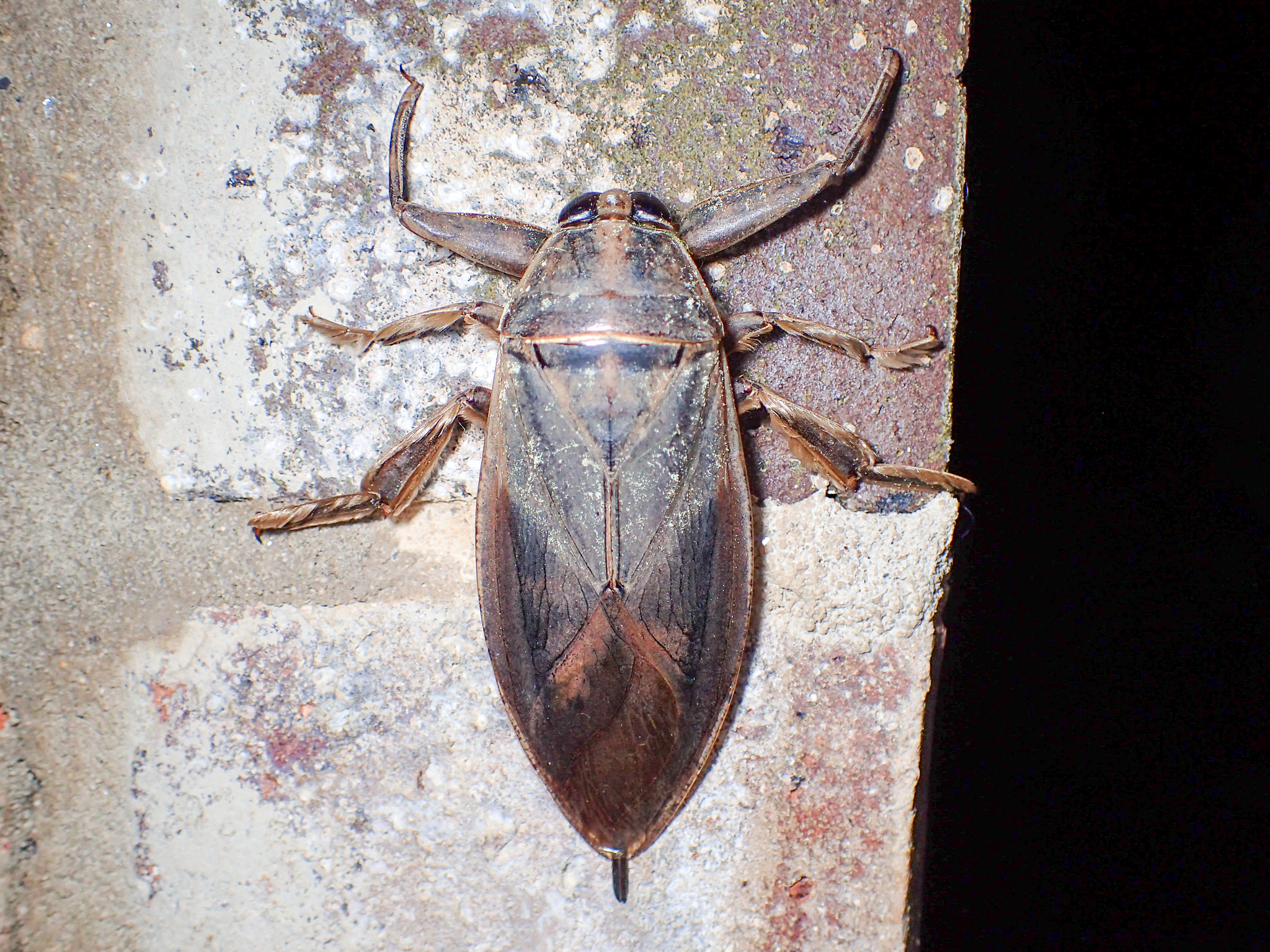
Benacus griseus, Alabama (États-Unis).
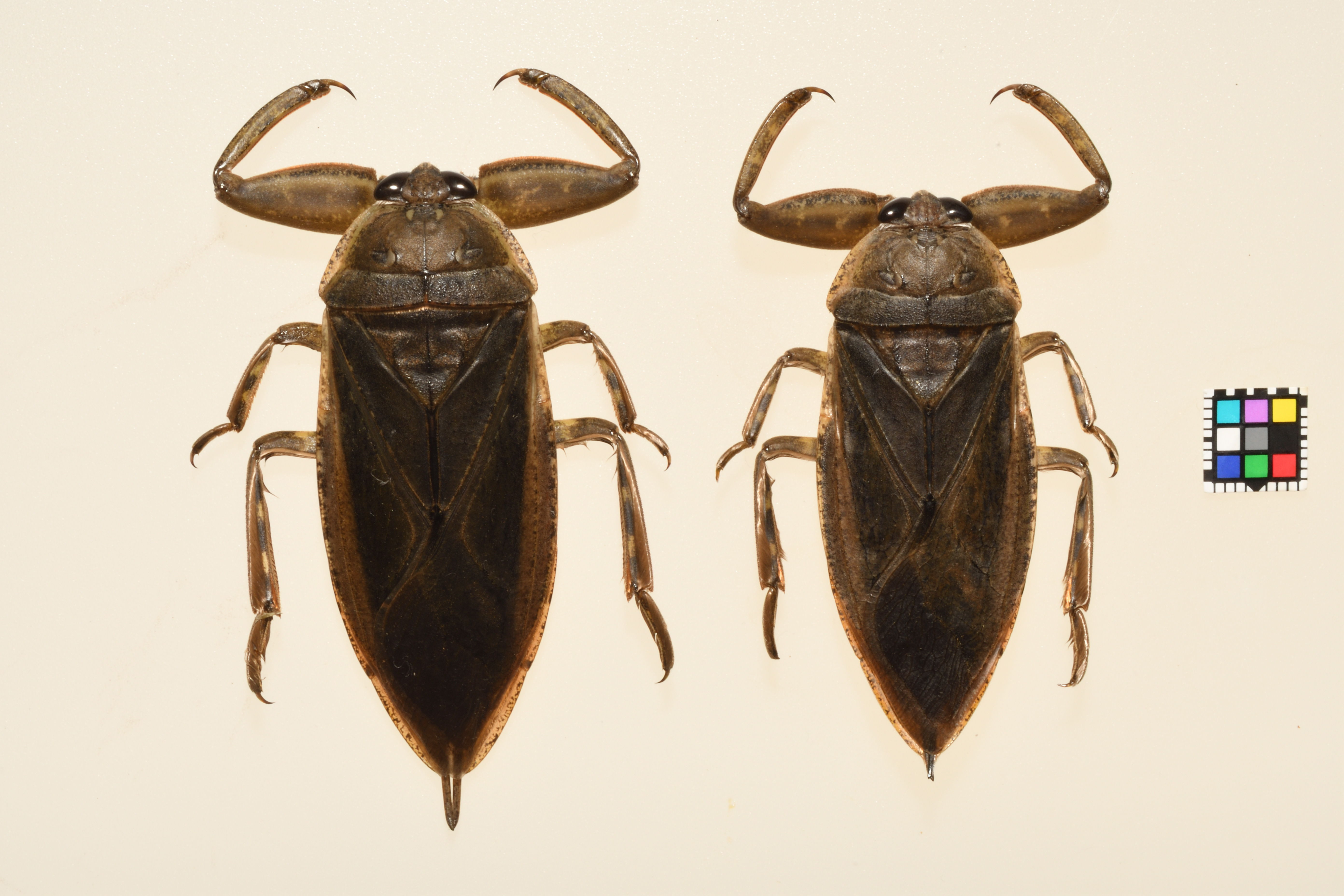
Kirkaldyia deyrollei, femelle (gauche) et mâle (droite), préfecture de Kumamoto, Japon.
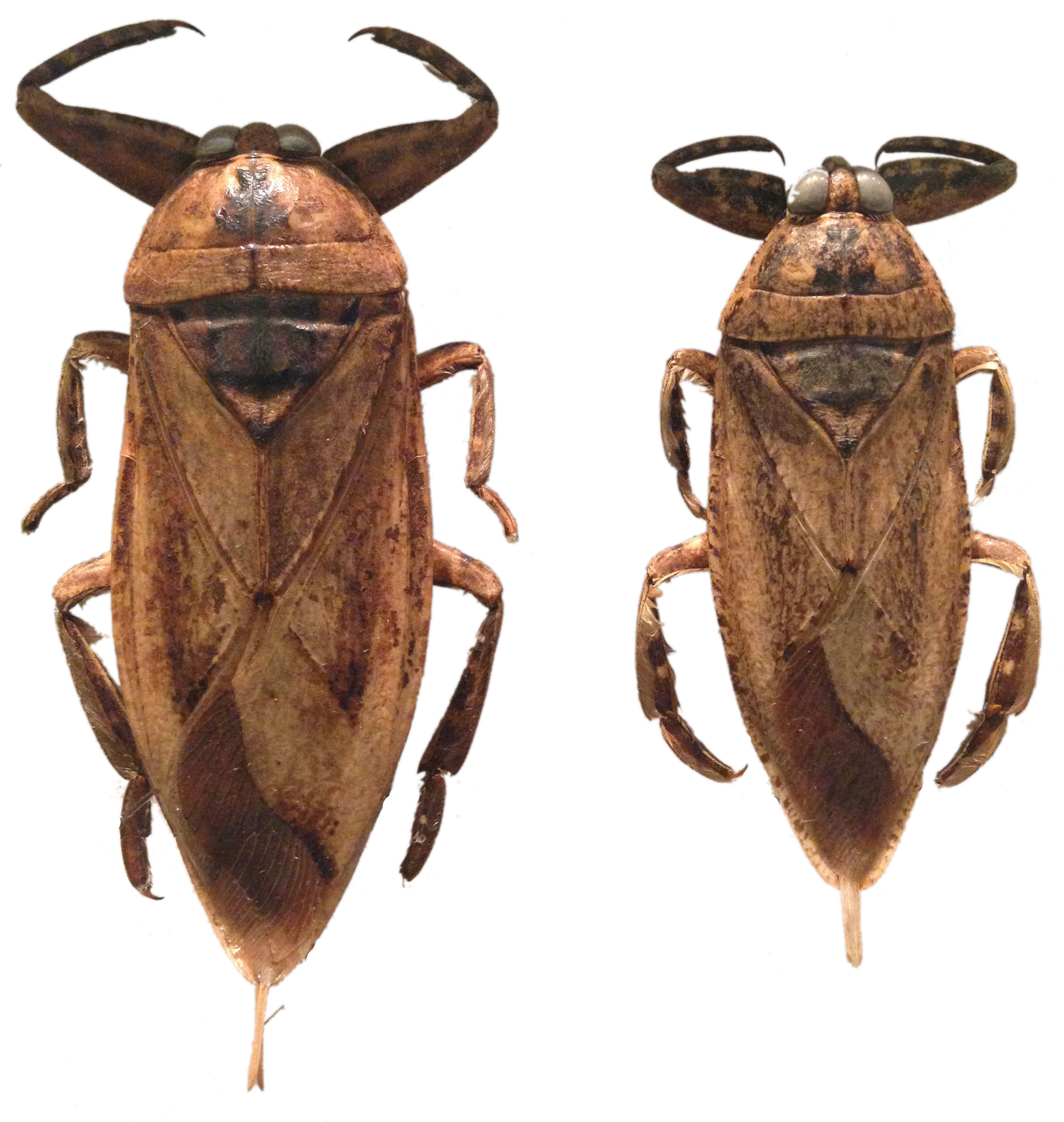
Lethocerus insulanus, espèce répandue des Philippines à l'Australie.
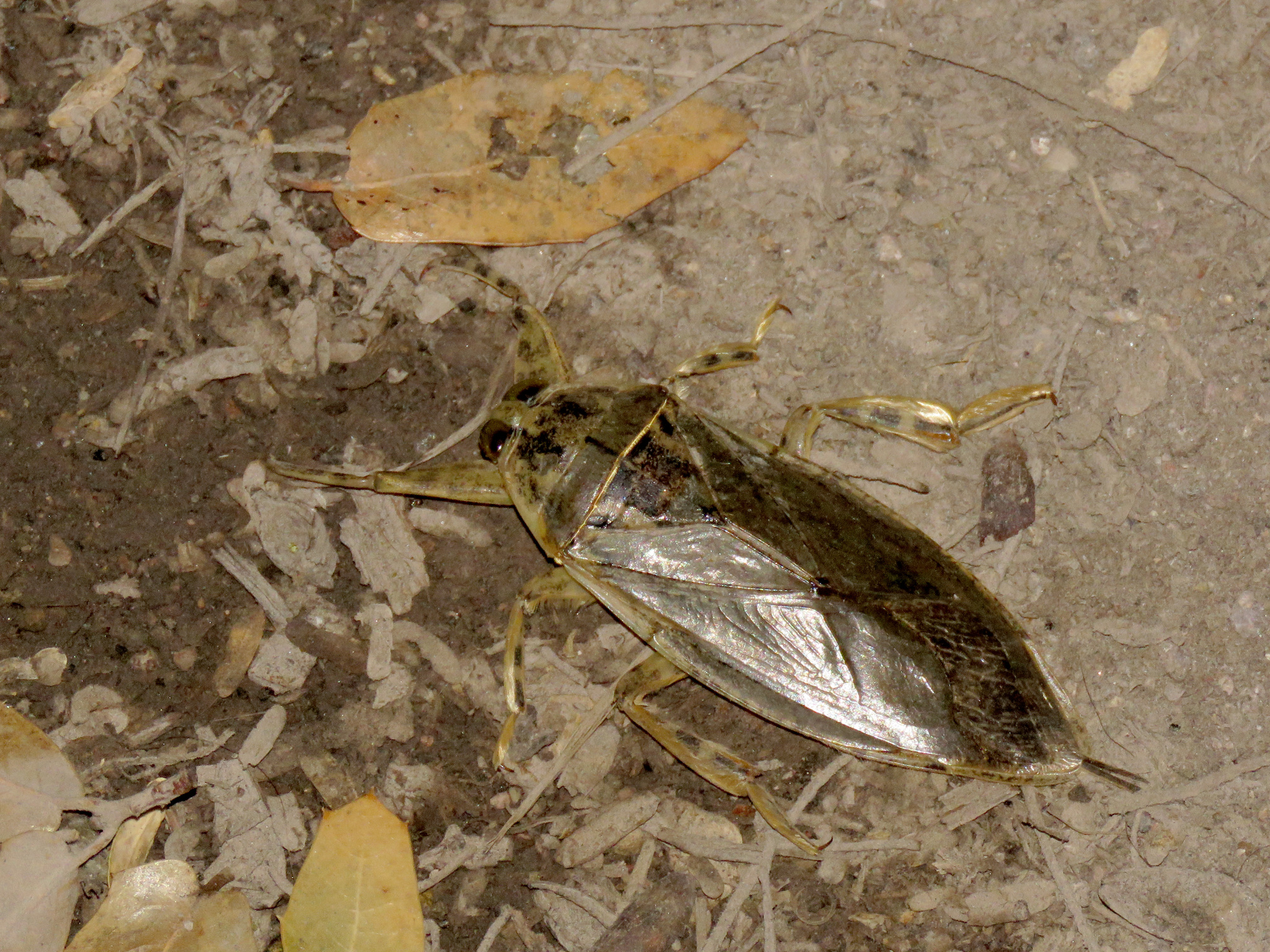
Lethocerus medius, Arizona.
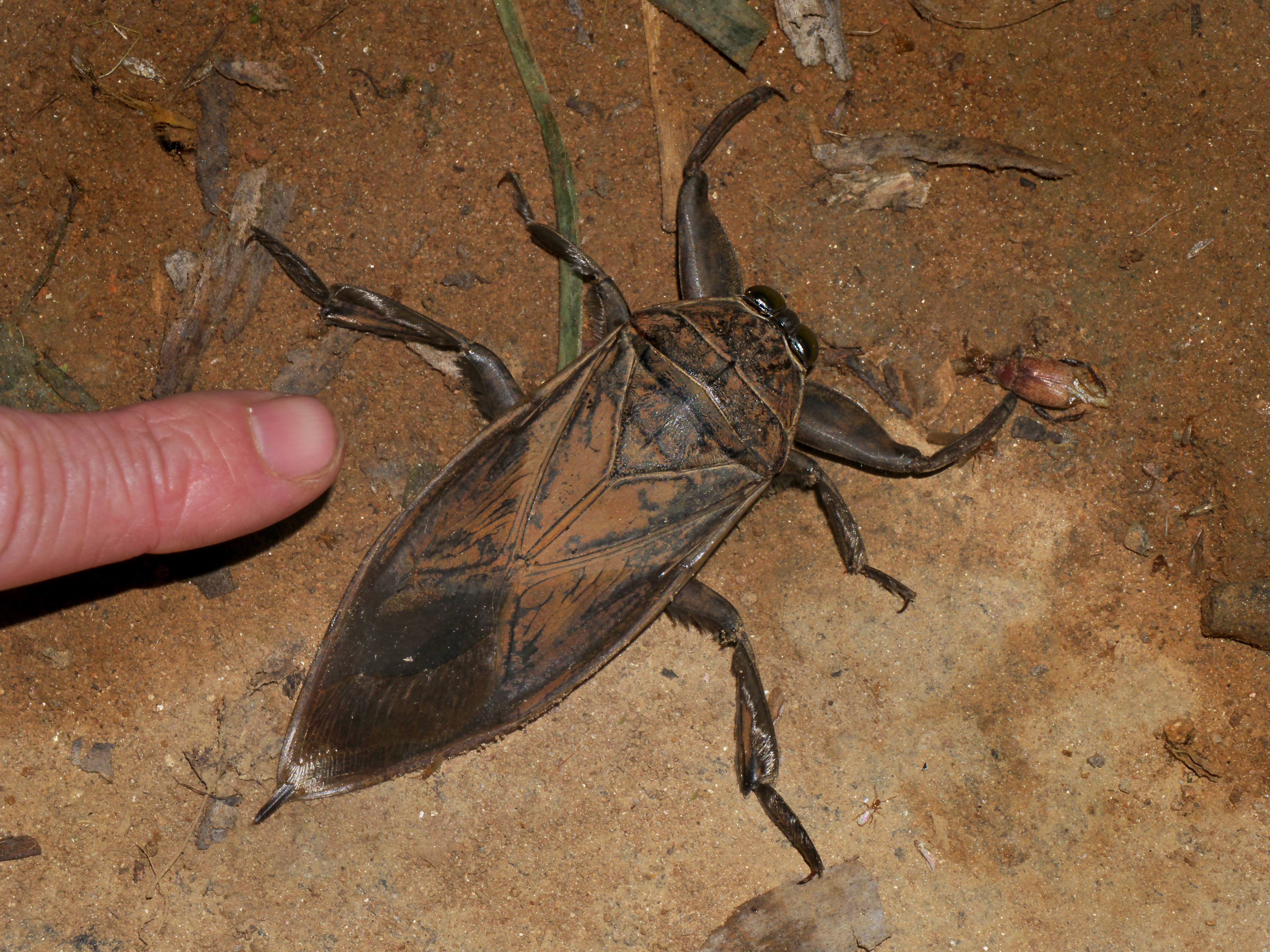
Lethocerus oculatus, Madagascar.
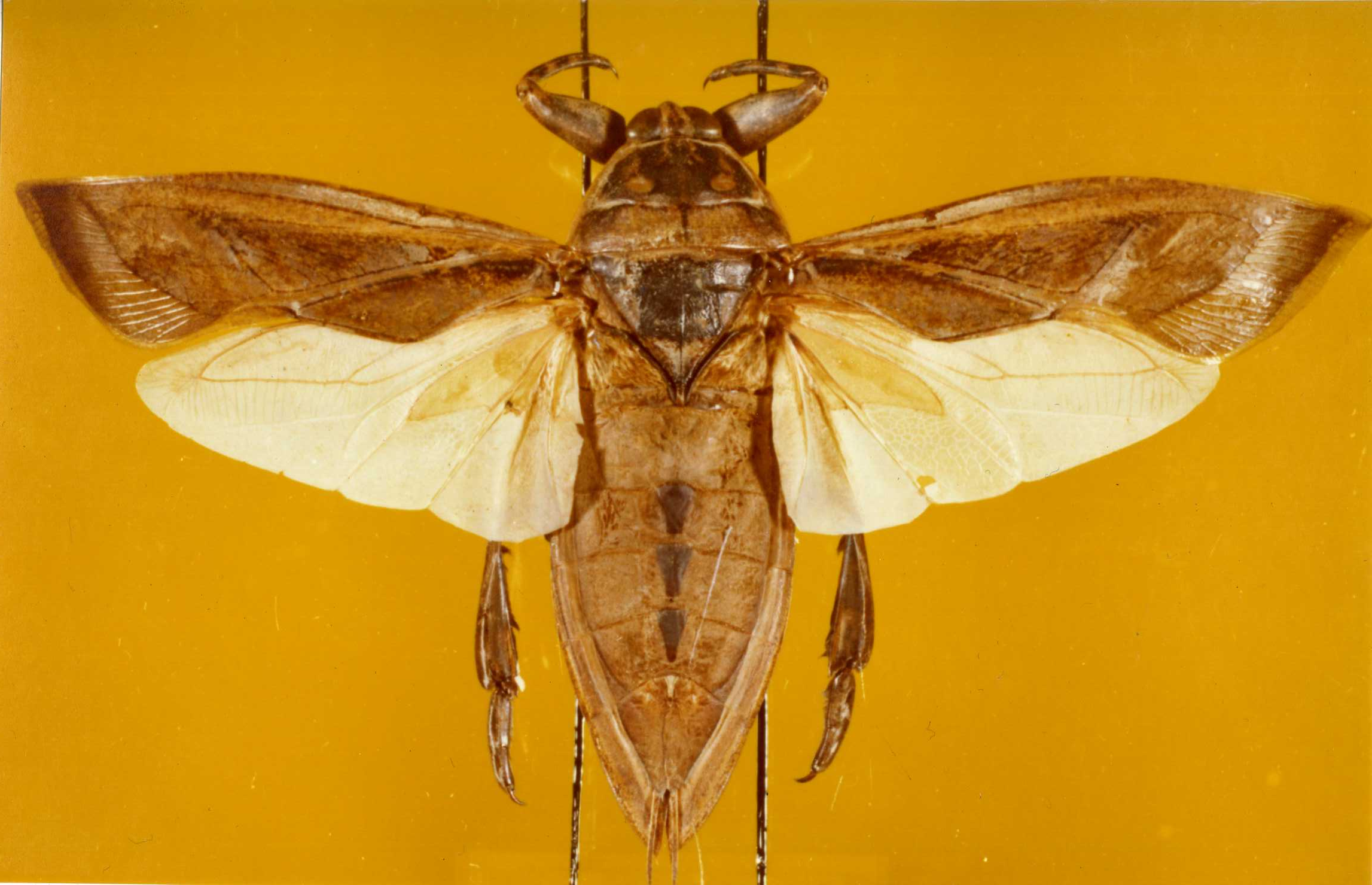
Lethocerus maximus, espèce sud-américaine, avec les ailes étendues.